# 인디언 모터사이클
인디언 모터사이클(Indian Motocycle Manufacturing Company)은 미국의 모터사이클 브랜드이다. 미국의 자동차 제조사 폴라리스가 소유하고 생산하고 있다.
1901년부터 1953년까지 미국 매사추세츠주 스프링필드에서 처음 생산한 헨디(Hendee Manufacturing Company)는 처음에 모터사이클을 생산했지만 1923년 사명을 인디언 모터사이클 컴퍼니(Indian Motocycle Company)로 변경했다. 2011년, 폴라리스 인더스트리는 인디언 모터사이클 브랜드를 인수하고 노스캐롤라이나주의 운영 사무소를 이전한 다음 미네소타주와 아이오와주의 기존 시설로 합병했다. 2013년 8월부터 폴라리스는 인디언의 전통 스타일을 반영하는 인디언 모터사이클 브랜드의 여러 계열의 모터사이클을 디자인하고 제조하고 있다.